# Tuatara
La tuatara (Sphenodon punctatus) és una espècie de sauròpsid (rèptil) lepidosaure de l'ordre del rincocèfals. És originari i endèmic de Nova Zelanda. Pertany a l'ordre Sphenodontia.
És una espècie molt primitiva, que va tenir el seu zenit fa 200 milions d'anys (en l'època dels dinosaures i abans) que encara sobreviu, amb aspecte de llangardaix i que viu en galeries excavades. Mesura uns 70 cm de llargada i és insectívor i carnívor. Té les dents anteriors molt grans i esmolades, el seu tipus de dentició és únic entre totes les espècies vives. Dels rèptils actuals, és l'únic que no té un òrgan copulador i qui té una temperatura corporal més baixa (16 - 21 °C). Encara que es pugui considerar un fòssil vivent, en realitat ha experimentat molts canvis evolutius respecte als seus antecedents del Mesozoic.
El nom de tuatara deriva de l'idioma maorí i significa puntes a l'esquena.
La tuatara és de gran interès per a l'estudi de l'evolució de llangardaixos i serps, i per la reconstrucció de l'aspecte i hàbits dels primers diàpsids (el grup que inclou aus i cocodrils).
El genoma de la tuatara ens permet explorar característiques ancestrals de mamífers i rèptils; especialment pel que fa al control de la temperatura corporal, receptors olfactius, visió nocturna i longevitat.